# Fusibile elettrico
Un fusibile elettrico (detto semplicemente fusibile) è un dispositivo elettrico in grado di proteggere un circuito dalle sovracorrenti (cioè sovraccarichi e cortocircuiti). Il fusibile è composto da una cartuccia, attraversata da un sottile filo conduttore nel quale passa la corrente nominale del circuito da proteggere; questo filo è l'elemento fusibile vero e proprio, con una portata amperometrica ben precisa. Quando sopraggiunge una sovracorrente, il filamento fonde provocando l'apertura del circuito.

## Uso dei fusibili
Negli impianti di vecchia data, il fusibile era la principale protezione contro i cortocircuiti. Per garantire la protezione anche dai sovraccarichi, era necessario affiancare i fusibili a degli interruttori termici. Oggi il fusibile, negli impianti elettrici civili e industriali, è stato rimpiazzato dall'interruttore magnetotermico, il quale non deve essere sostituito ogni volta che interviene e che implementa già anche la protezione termica.
Tuttavia, l'uso dei fusibili è sempre fondamentale per la protezione integrata dei singoli apparecchi elettronici che possono trovarsi in cortocircuito (per esempio, un alimentatore da banco per circuiti, i cui terminali in uscita possono accidentalmente trovarsi in cortocircuito, negli autoveicoli, ecc.), permettendo così di non danneggiare il circuito interno, oppure per proteggere l'apparecchio senza che il magnetotermico eventualmente presente interrompa anche altri circuiti.
Nel Regno Unito, nelle spine elettriche di tipo G e in alcune spine Britanniche di tipo D ed M è presente una protezione da fusibile al fine di proteggere il singolo apparecchio collegato alla presa.

## Fusibili a cartuccia
Sono costituiti di un corpo generalmente cilindrico, in vetro oppure ceramica, al cui interno è presente un filo metallico (chiamato elemento) che unisce due contatti. Il filo è dimensionato in modo tale da fondere (a causa del calore prodotto per effetto Joule) in caso di aumento della corrente che lo attraversa.
Nei modelli per correnti particolarmente elevate, l'elemento è immerso in un materiale inerte isolante polverizzato, che ha lo scopo di spegnere rapidamente l'arco elettrico che può formarsi fra i due pezzi di filamento fuso, depositandosi fra essi.
Se nei piccoli fusibili in vetro si può osservare in trasparenza l'integrità del filo, nei grossi fusibili con corpo ceramico è spesso presente un indicatore su un contatto, trattenuto dal filo interno, che, in caso di intervento del fusibile, esce dal corpo del fusibile e segnala l'intervento.
Nei fusibili a intervento lento è in uso una tecnica costituita da una molla a spirale in metallo duro, trattenuta in tensione da una saldatura a stagno; se il superamento del valore nominale persiste per un determinato tempo, la temperatura della zona saldata a stagno sale a tal punto da fondere la giunzione, di conseguenza la molla si ritrae e il fusibile risulta interrotto.
Salendo con correnti nominali e tensioni nominali i formati cambiano passando a formati a coltelli oppure addirittura per fissaggio direttamente su sbarra elettrica.
Oltre alla portata in ampere e il tipo di cartuccia, la scelta di un fusibile è determinata anche dalla tensione di utilizzo e dalla rapidità di intervento. I modelli per la protezione di impianti elettrici sono in genere rapidi (gG/gL o F) nel caso in cui si proteggano linee di distribuzione e trasformatori, mentre si utilizzano fusibili ritardati (aM o T) per sopportare le intense sovracorrenti prodotte dall'avviamento di motori elettrici. Fusibili ultrarapidi (FF, aR o gR) vengono invece impiegati per salvaguardare i delicati circuiti a transistor.
Ogni fusibile presenta una sua curva caratteristica, in cui il tempo di intervento è funzione della corrente.
Nei fusibili ritardati (aM) e rapidi (gG/gL) la portata nominale indica la massima corrente che può attraversare il fusibile in maniera continuativa senza che il fusibile intervenga.
In caso di dimensionamento di fusibili ultrarapidi bisogna considerare anche il valore I2t totale del fusibile opportunamente declassato in funzione della tensione di utilizzo e la portata del fusibile in quanto un fusibile ultrarapido non può essere utilizzato fino alla propria corrente nominale. Esistono in commercio fusibili ultrarapidi in grado di raggiungere portate nominale di diversi kA.
Appositi fusibili per media tensione vengono utilizzati anche per la protezione di linee MT fino a 36kV e motori elettrici fino a 12kV.
La sostituzione dei fusibili bruciati deve essere effettuata con attenzione, necessariamente togliendo tensione a monte dell'impianto, rispettando il modello originale e soprattutto cercando di comprendere la causa dell'intervento di protezione.

### Nomenclatura
Ogni fusibile possiede una sigla formata da 4 parti: tipologia, corrente nominale, potere di interruzione, tensione nominale.
Per i fusibili di formati in miniatura la tipologia può essere:
- FF: superveloci oppure FA
- F: veloci
- M: medi
- R: ritardati oppure T
- RR: sopraritardati oppure TT

Per i fusibili di bassa tensione ma in formati maggiori può essere "aM": ritardati, "gG/gL": rapidi, "aR/gR": ultrarapidi
Il potere di interruzione può essere elevato (indicato da H) o basso (indicato da L).

### Spegnimento arco elettrico
Quando un fusibile apre, specie se percorso da forte corrente, i terminali tendono a formare un arco elettrico che annullerebbe l'azione del fusibile; per questo molti fusibili contengono materiale estinguente come la sabbia di quarzo che estingue rapidamente l'arco elettrico.

## Fusibili per veicoli

Fusibili in uso sugli autoveicoli.

Sono appositamente studiati per i mezzi di trasporto, con dimensioni e forma che ne permettono una maggiore praticità e permettono di proteggere i circuiti elettrici dell'automobile, per proteggere da cortocircuiti e non causare danni agli altri elementi dei circuiti. Sono solitamente da 24V, ma spesso è possibile trovarne anche da 48V.
In passato erano utilizzati fusibili lineari detti per la forma a siluro (o torpedo), di dimensioni 8 x 25 mm. Lo schema dei colori era il seguente:
| Colore          | Portata |
| Giallo (o Rosa) | 5A      |
| Bianco (o Nero) | 8A      |
| Verde           | 10A     |
| Rosso           | 16A     |
| Blu-Azzurro     | 25A     |
| Rosso           | 40A     |

Nei veicoli attuali possiamo trovare 4 tipi di fusibili standard, a cavallotto: mini low profile, mini standard, medium, maxi.
Lo schema colori utilizzato è il seguente (per mini e medium):
| Colore             | Portata           |
| Nero               | 1A (solo medium)  |
| Grigio             | 2A                |
| Viola              | 3A                |
| Rosa               | 4A                |
| Arancio            | 5A                |
| Marrone            | 7.5A              |
| Rosso              | 10A               |
| Blu-Azzurro        | 15A               |
| Giallo             | 20A               |
| Bianco/Trasparente | 25A               |
| Verde              | 30A               |
| Verde-Blu          | 35A (solo medium) |
| Ambra              | 40A (solo medium) |

Mentre per i maxi:
| Colore      | Portata          |
| Giallo      | 20A              |
| Grigio      | 25A (poco usato) |
| Verde       | 30A              |
| Marrone     | 35A (poco usato) |
| Arancio     | 40A              |
| Rosso       | 50A              |
| Blu-Azzurro | 60A              |
| Arancio     | 70A              |
| Trasparente | 80A              |
| Viola       | 100A             |

## Fusibili autoripristinanti
In alcune situazioni particolari dove il cortocircuito o il sovraccarico possono essere frequenti e nella norma, per evitare di sostituire frequentemente i fusibili, si utilizzano particolari modelli in grado di ripristinarsi automaticamente al cessare della causa.
In pratica sono costituiti da un resistore "PTC" (Positive Temperature Coefficient) ovvero un resistore di valore relativamente basso in grado di incrementare la propria resistenza con la temperatura: al superamento di un valore di corrente, l'aumento della temperatura del dispositivo causa un rapido incremento della sua resistenza che in questo modo abbatte la corrente. Eliminata la causa che ne determina l'intervento, la sua temperatura torna a valori prossimi a quella ambientale, ripristinando il funzionamento dell'apparecchio protetto con questa tecnica.
Sono spesso impiegati negli alimentatori switching presenti all'interno dei computer (fissi).

## Fusibili termici
I fusibili termici (chiamati TCO, thermical cut-offs) hanno il potere di interrompersi quando la temperatura del fusibile (e quindi dell'ambiente circostante) supera una certa soglia. I valori di soglia cambiano da un costruttore all'altro, ma solitamente vanno dai 50 °C ai 300 °C e il loro funzionamento si basa sulle proprietà di un dischetto realizzato in lamina bimetallica, a seconda dello stato on/off, la sua sezione cambia da concava a convessa e viceversa. Esistono dei tipi ripristinabili, forzando manualmente la lamina in posizione di lavoro.